# The Trevor Project
The Trevor Project je americká nezisková organizace založená v roce 1998, zaměřená na prevenci sebevražd mezi lesbickou, gay, bisexuální, transgenderovou, queer a rozhodující se ( LGBTQ ) mládeží. Prostřednictvím bezplatného telefonního čísla provozuje bezpečnou linku The Trevor Lifeline, na které operují vyškolení poradci. Stanovenými cíli projektu je poskytovat služby krizové intervence a prevence sebevražd pro výše uvedené mladé lidi (definované organizací jako osoby mladší 25 let), jakož i nabízet poradenství a zdroje rodičům a vychovatelům za účelem tvorby a udržování bezpečného, akceptujícího a inkluzivního prostředí pro všechny mladé lidi; doma i ve škole.

## Dějiny
Projekt byl založen v roce 1998 ve West Hollywood, Kalifornie, skupinkou 3 lidí; Celeste Lecesne, Peggy Rajski a Randy Stone. Ti v roce v roce 1994 natočili Oscarový krátký film Trevor. Toto komediální drama vypráví příběh o Trevorovi, třináctiletém homosexuálním chlapci, který se pokusil vzít si svůj život, když byl kvůli své sexualitě odmítnut svými přáteli. Když měla film v roce 1998 odvysílat televize HBO, filmaři si uvědomili, že na světě je spousta mladých diváků, kteří mohou čelit stejné situaci jako Trevor, a začali hledat podpůrnou linku, která by byla během vysílání aktivní. Zjistili, že žádná taková linka důvěry neexistuje, a rozhodli se sami jednu vlastními zdroji vytvořit. Založili organizaci na podporu a přijetí LGBTQ mládeže, na pomoc v krizi a k prevenci sebevražd této ohrožené skupiny lidí.
Trevor Lifeline byla založena z počátečních fondů poskytnutých nadací The Colin Higgins Foundation a licenčního poplatku HBO. V důsledku toho se stala první celostátní nonstop krizovou a sebevraždu preventující linkou pomoci pro LGBTQ mládež.  Projekt také poskytuje online podporu mladým lidem prostřednictvím webových stránek a také poradenství a zdroje pro pedagogy a rodiče.
V listopadu 2009 projekt uzavřel smlouvu s pracovní skupinou pro prevenci sebevražd okresu Tulare se sídlem v okrese Tulare v Kalifornii.  Díky této smlouvě získal projekt poprvé i veřejné prostředky. V červnu 2009 dokončilo sedm dobrovolníků z okresu Tulare školení Facilitátor workshopu The Trevor Project Lifeguard Workshop. Semináře se konaly ve školách v obcích Tulare County, jako jsou Dinuba, Lindsay, Porterville a Visalia, a také v Hanfordu v sousedním Kings County .
The Trevor Project je podporovám různými celebritami, jmenovitě Melanie Martinez,  Ellen DeGeneres,  Troye Sivan,  Kathy Griffin, Shay Mitchell , Daniel Radcliffe , Neil Patrick Harris,  James Marsden,  Chris Colfer,  Kim Kardashian,  Darren Criss,  Dianna Agron,  George Takei,  Anderson Cooper,  John Oliver  a Tyler Oakley. V roce 2021 Carl Nassib, první aktivní hráč NFL, který je otevřeně gay, využil svůj coming out také k tomu, aby předal dar 100 000 $ pro The Trevor Project. 